# كوجي
كوجي كابوتو هو البطل الشريك في انيمي جريندايزر، هو نفسه بطل مسلسل مازنجر زد. وهو بطل السلسلة الأساسي، بعد أن رجع من أمريكا وأنهى دراسته الجامعية ورجع بمشروع تخرجه ألا وهو التيفو شاب متعدد المواهب وله خبرة واسعة في المعارك وخاصة معارك الآلييات, فقد اعتاد عليها وخاصة أنه كان طيار الآلي والبطل في الأنمي مازنجر زد. شاب مرح ويحب الدعابة والمزاح.. ساعد الأرض عدة مرات من هجوم الأشرار وساعد دايسكي عدة مرات في القضاء على الأشرار وأنقذه من الموت عدة مرات، تميز بقوته ومهارته في القيادة... طبعا كوجي لا يقل مهارة عن دايسكي، فكوجي له مهارات تميزه عن غيره أو عن دايسكي، صحيح أنه ليس إنسان خارق مثل دايسكي لكن قوة تحمله وإصراره هو السبب الرئيسي يستحيل قهره بسهولة... ضعفه الوحيدة أنه متسرع، أحيانا يتهور ويتسرع وهذا ما يوقعه في مخاطر ولكن أحيانا تسرعه واندفاعه.. ويقود طائرة التيفو في بداية الأنمي وتتحطم بعدها يقود سبايزر المزدوج التي صنعها هو نفسه وبهذه الطائرة استطاع هزيمة عدد كبير من الأشرار وأيضا كان له دور رئيسي في مساعدة جريندايزر لحسم المعارك لصالحة.

## انظرأيضا
- غريندايزر
- دايسكي
- ماريا
- هيكارو